# Sier (schip, 1995)
De Sier is een schip van Wagenborg Passagiersdiensten B.V dat een regelmatige veerdienst tussen Ameland en Holwerd onderhoudt. De Sier onderhoudt samen met het zusterschip Oerd de veerdienst.
Dit is het tweede schip dat onder deze naam bij rederij Wagenborg vaart. Het eerste schip met deze naam is verdoopt tot Rottum en wordt sinds 1995 ingezet op de lijn Lauwersoog-Schiermonnikoog.

## Vernoeming
Het schip is evenals het zusterschip vernoemd naar een in zee verdwenen dorp op Ameland. Sier was een vissersdorpje aan de uiterste westpunt van het eiland, ten westen van Hollum, dat rond 1730 in de golven verdween.

## Ontwerp
Nadat rederij Wagenborg tien jaar eerder al twee schepen had aangeschaft, te weten de Monnik en de Rottum, bleek dat deze de steeds groeiende passagiersstroom niet volledig konden verwerken. De route Holwerd-Ameland stelde echter speciale eisen aan een nieuw te bouwen schip, dat een grotere capaciteit zou krijgen. In de zomer moet er elk uur een afvaart gemaakt worden: beurtelings vanaf Holwerd en vanaf Ameland. De vaartijd bedraagt 45 minuten, er blijft dan dus nog een kwartier over om in en uit te laden. Ook moet de dienst in minder gunstige weertypes gevaren worden: ijsgang, laag- én hoogtij en bij harde wind. Ook werd als eis gesteld dat het schip voor elke passagier een zitplaats moest hebben; een primeur voor Nederland.
Omdat bij de vorige schepen hinder werd ondervonden door trillingen en het geluid van de schroeven en boegschroeven, werden op die schepen de 360° draaibare roerpropellers vervangen door Schottel-pompjets. Deze pompjets zuigen water op en spuiten het onder zeer hoge druk er weer uit. Deze pompjets kunnen ook 360° draaien. Hierdoor is er geen grote diepgang nodig voor de Oerd en de Sier. Er werden vier stuks ingebouwd, twee in elke machinekamer.
De rederij wilde een maximum aan veiligheid, ook al is de kans op een aanvaring in het vaargebied bij Ameland relatief klein. Besloten werd om aan de zijkanten met schuim gevulde tanks in te bouwen, zoals sterk gepropageerd door ir. Vossnack. Aanvankelijk zouden deze tanks 1 meter breed worden. Toen uit computersimulaties bleek dat een extra breedte van 50 centimeter ten goede zou komen aan de stabiliteit en de veiligheid, werd gekozen voor tanks van 1,5 meter breed.

## Bouw
De Sier is gebouwd door scheepswerf Bijlsma te Wartena. Op 1 oktober 1994 werd het schip gedoopt door Annemarie Jorritsma, de toenmalige minister van Verkeer en Waterstaat.

## Incidenten
- Op dinsdag 7 december 2010 kwam de Sier een paar honderd meter uit de kust van Holwerd in aanvaring met het baggerschip Zeeland. Niemand raakte gewond en de Sier maakte geen water. De veerboot liep wel schade aan het staal van de linkervoorzijde van het schip op en een van de boegkleppen deed het niet meer.
- Op zaterdag 16 april 2022 is het schip getroffen door een brand in de machinekamer en, in afwachting van reparatie, uit de vaart gehaald.[2]

## Afbeeldingen

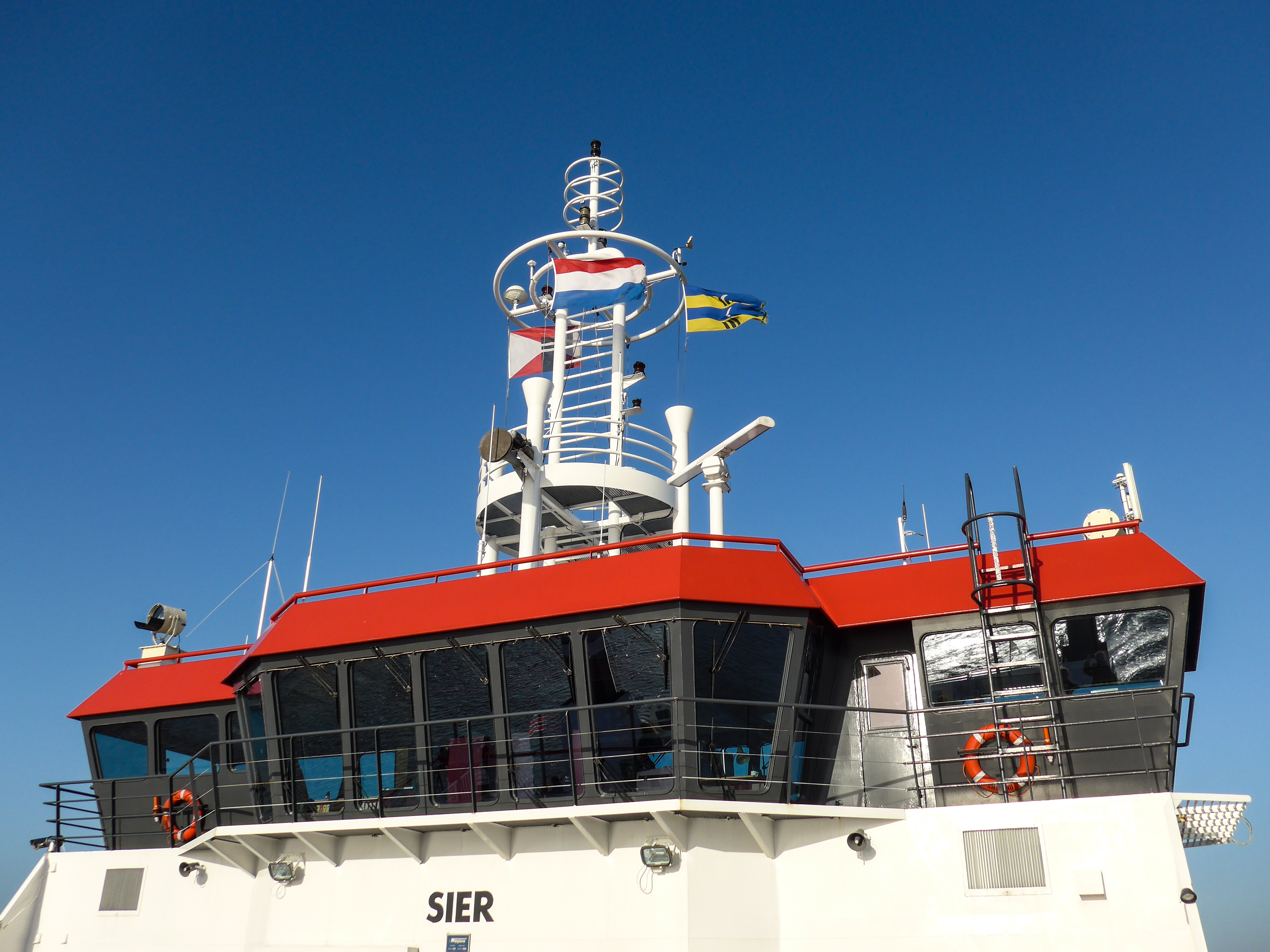
De brug (2014)
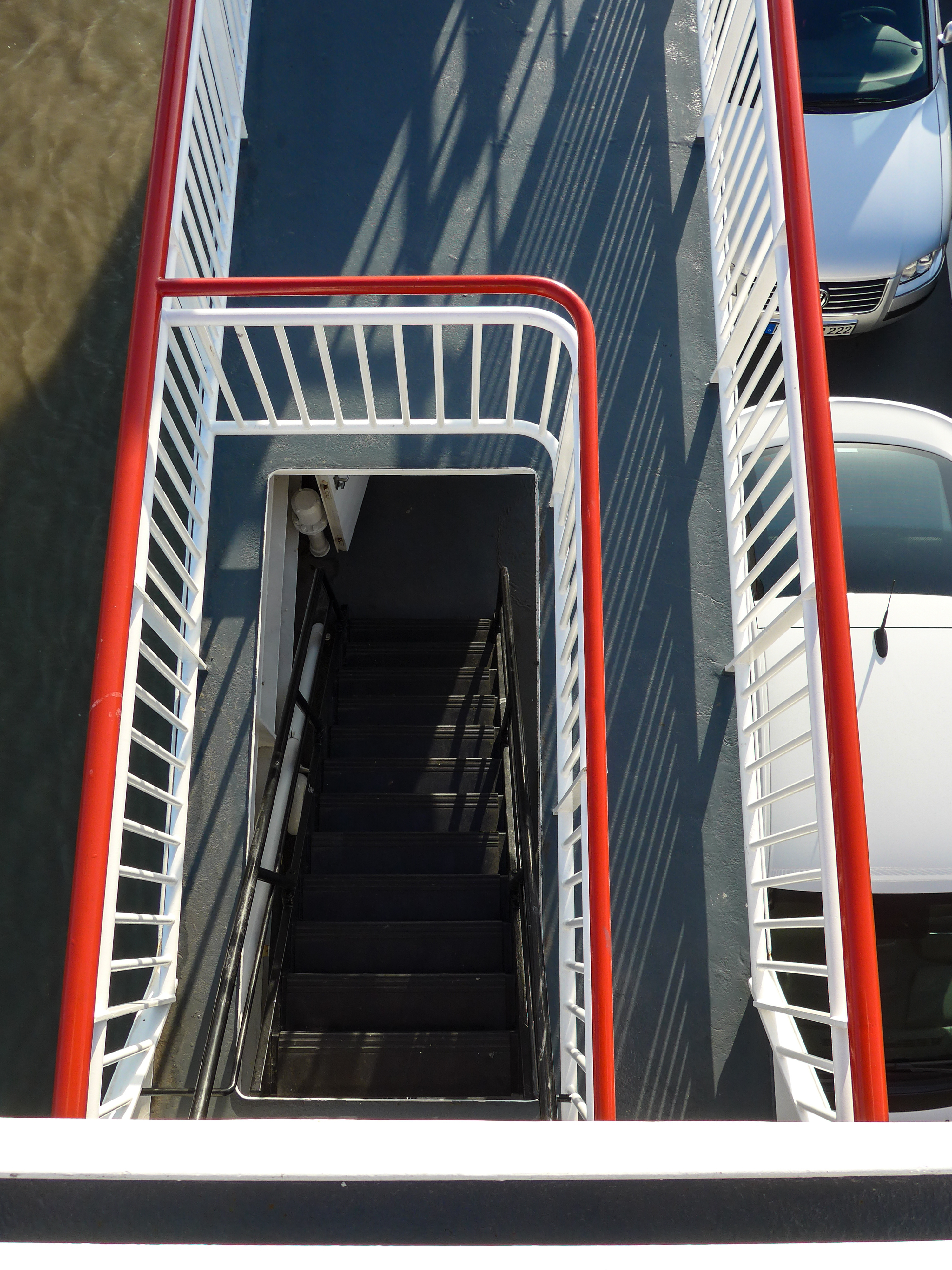
Detail (2014)
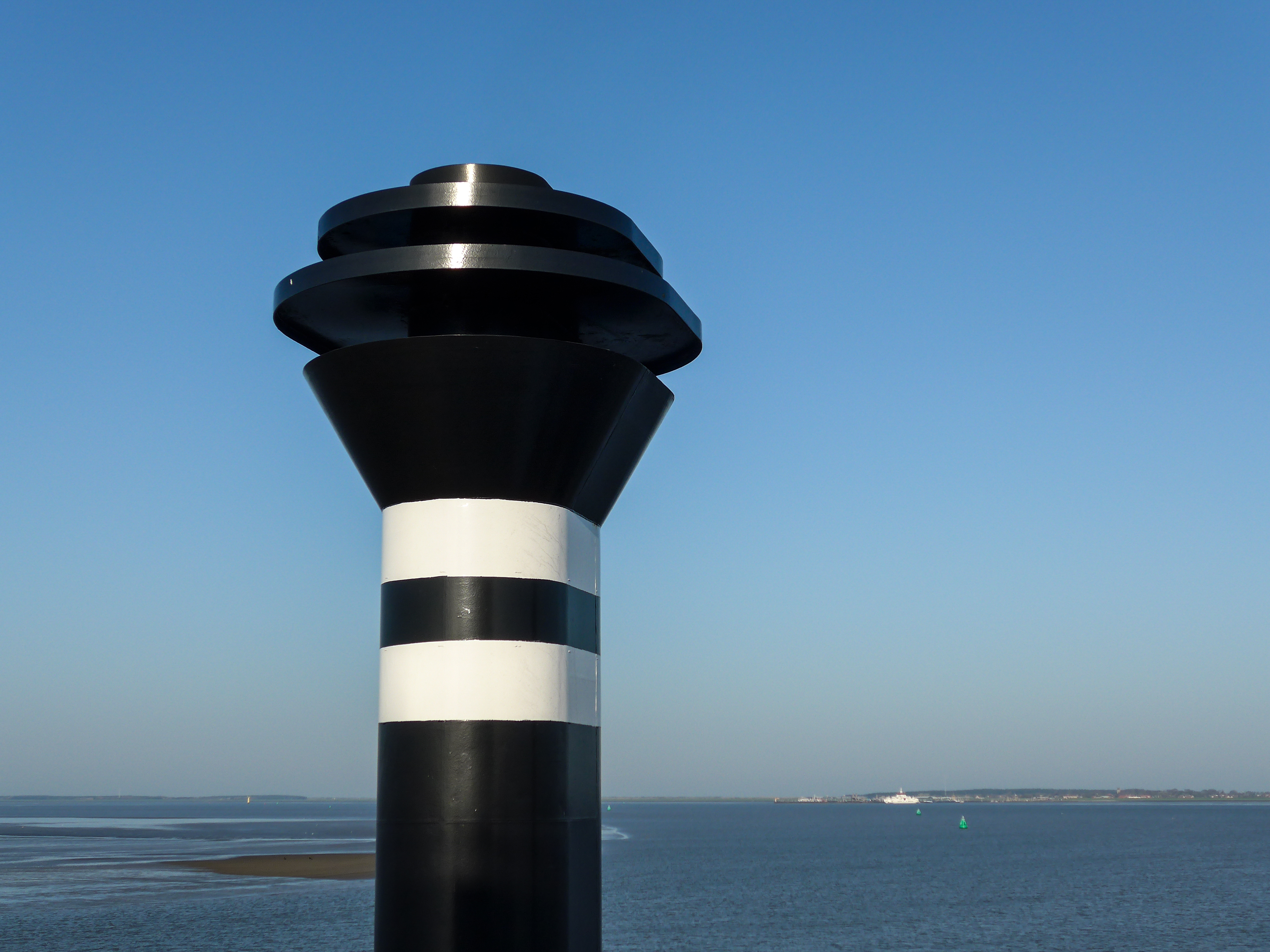
Schoorsteen (2014)
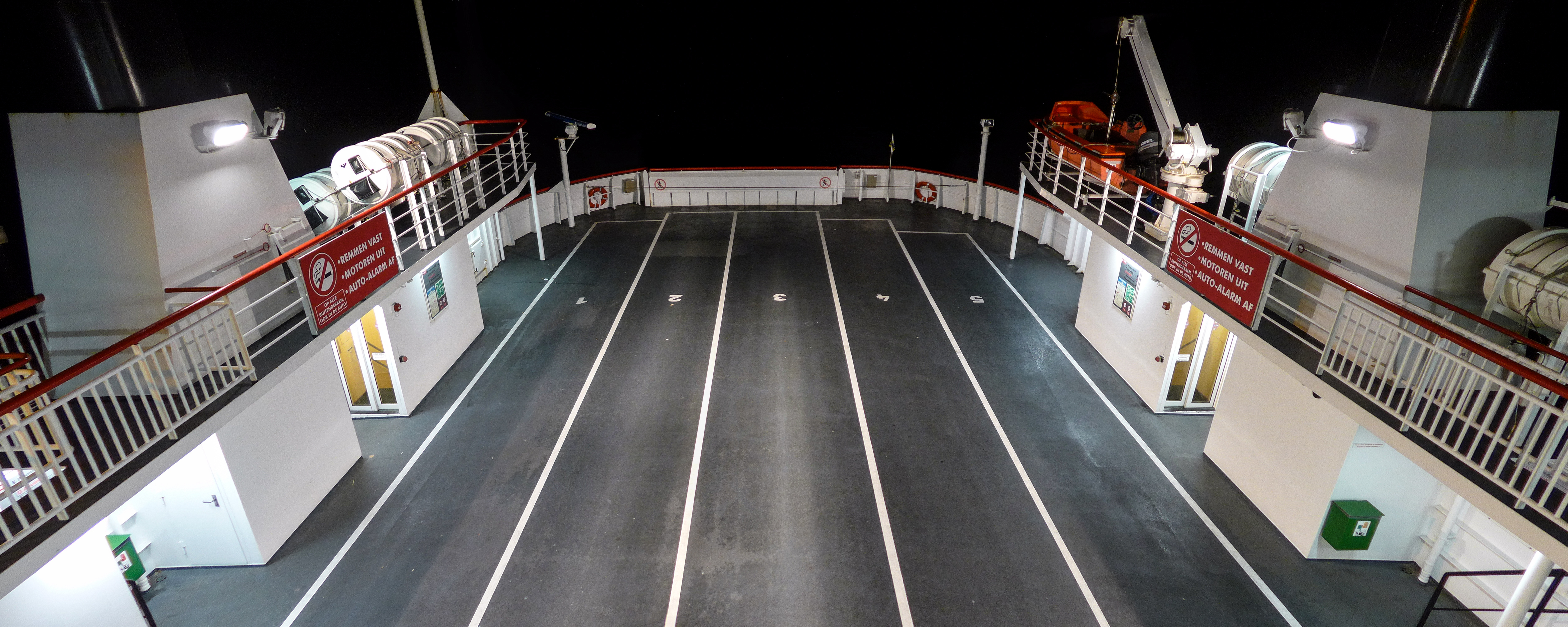
Het autodek (2014)